# Maskinbladet
Maskinbladet er en avis, der udsendes 17 gange om året til udvalgte CVR-registrerede landmænd og den samlede følgeindustri - herunder blandet andet landbrugsskoler.
Bladet er opdelt i to sektioner, og i hovedsektionen behandles alle relevante emner omhandlende blandt andet politik og erhverv. Anden sektion henvender sig primært til detailbranchen med Danmarks største udvalg af maskiner.
Magasinet udsendes adresseret i et samlet oplag på cirka 40.000 eksemplarer i henhold til Dansk Oplagskontrol. Ifølge Gallup læses hver udgave af Maskinbladet af flere end 90.000.
Ud over den trykte udgave af Maskinbladet, findes også en digital version på maskinbladet.dk. Her finder man en løbende nyhedsdækning af, hvad der rører sig inden for det professionelle landbrug både fagligt og politisk.
Websitet rummer blandt meget andet Danmarks største webportal for brugte landbrugsmaskiner. Gennem et internationalt samarbejde er portalen Europas førende med annoncering af brugte landbrugsmaskiner.
Maskinbladet.dk har ifølge TNS Gallup flere end 600.000 besøgende hver måned, hvoraf flere end 250.000 er unikke. Udgiver er  FBG Medier A/S, der er bosiddende i Herning.